# УС-А

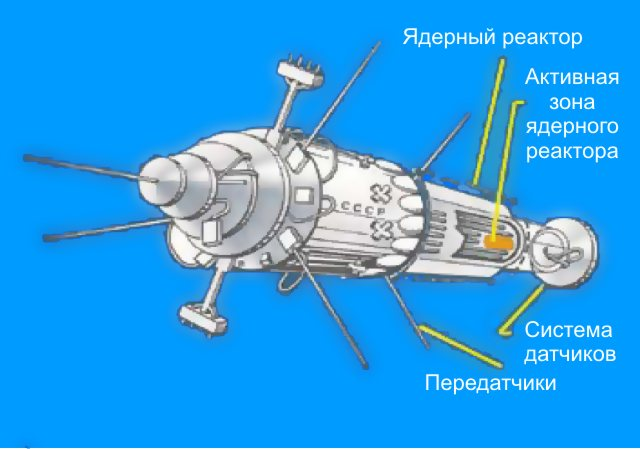
Схема спутника серии УС-А

УС-А (сокр. от Управляемый Спутник Активный, индекс ГРАУ — 17Ф16К) — серия советских спутников, входящих в состав системы морской космической разведки и целеуказания МКРЦ «Легенда». На западе эти спутники известны под кодовым названием «RORSAT» (англ. Radar Ocean Reconnaissance SATellite). 
В отличие от УС–П, УС-А имели активную радарную установку. Так как радар требует как можно более близкого расположения к наблюдаемым объектам, а следовательно низкую орбиту (270 км) для спутника, то это не позволяет использовать в качестве источника энергии солнечные батареи; также, солнечные батареи не могут вырабатывать достаточно электроэнергии для питания радара и не работают в тени Земли. Поэтому в спутниках этой серии было решено устанавливать бортовую ядерную энергетическую установку БЭС-5 «Бук», специально разработанную для этих целей (далее планировалось использовать «Топаз-1»). 
Масса спутников — около 3800 кг, из которых 1250 кг составлял реактор. Они имели цилиндрическую форму примерно 1,3 метра диаметром и 10 м длиной. В одном конце располагался реактор, в другом — радар. Реактор имел защиту только со стороны радара, поэтому спутник являлся постоянным источником радиации. Измеряя спектры излучения, можно было получить представление о типе и конструкции реактора, составе используемого топлива. 
После завершения работы реактор выводился на высокие орбиты от 750 до 1000 км для захоронения (по расчётам, время жизни объектов на таких орбитах составляет не менее 250 лет), оставшаяся часть спутника сгорала при падении в атмосфере.
В 1970-е годы из реакторов спутников произошли выбросы калий-натриевых капель, образовавшие на высоте 950 километров космический мусор — очень медленно испаряющиеся (просуществуют порядка 800 лет) облака взвешенных частиц размером порядка 10 миллиметров.
Работа над серией спутников была свёрнута после 1988 года под давлением стран НАТО и международных организаций, а также из-за низких технических характеристик энергетической установки.

## Использование на практике
На практике УС-А использовались в 1982 году, во время англо-аргентинского конфликта за Фолклендские (Мальвинские) острова. Система передавала точную тактическую обстановку, что позволило предсказать время высадки английского десанта.

## Список спутников
| Дата запуска | Дата схода с орбиты | Наименование | SCN   | NSSDC ID  | Номер БЭС-5 | Примечание |
| ------------ | ------------------- | ------------ | ----- | --------- | ----------- | --- |
| 27.12.1965   | 13.01.1966          | Космос-102   | 1867  | 1965-111A | —           | Испытательный полёт с массогабаритным макетом БЭС-5                                                                        |
| 20.07.1966   | 02.08.1966          | Космос-125   | 2351  | 1966-067A | —           | Испытательный полёт с массогабаритным макетом БЭС-5                                                                        |
| 27.12.1967   | —                   | Космос-198   | 3081  | 1967-127A | —           | Испытательный полёт с массо-габаритным макетом БЭС-5                                                                       |
| 22.03.1968   | —                   | Космос-209   | 3158  | 1968-023A | —           | Испытательный полёт с массогабаритным макетом БЭС-5                                                                        |
| 25.01.1969   | 25.01.1969          | —            | —     | —         | —           | Из-за аварии ракеты-носителя аппарат упал на Землю                                                                         |
| 03.10.1970   | —                   | Космос-367   | 4564  | 1970-079A | 31          | Увод спутника на орбиту захоронения на 2-м витке из-за расплавления активной зоны реактора через 110 минут работы реактора |
| 01.04.1971   | —                   | Космос-402   | 5105  | 1971-025A | 33          | Полёт по программе лётных испытаний                                                                                        |
| 25.12.1971   | —                   | Космос-469   | 5721  | 1971-117A | 34          | Полёт по программе лётных испытаний                                                                                        |
| 21.08.1972   | —                   | Космос-516   | 6154  | 1972-066A | 35          | Полёт по программе лётных испытаний                                                                                        |
| 25.04.1973   | 25.04.1973          | —            | —     | —         | 51          | КА не выведен на орбиту из-за аварии РН. ЯЭУ с глубоко подкритичным реактором упала в Тихом океане                         |
| 27.12.1973   | —                   | Космос-626   | 7005  | 1973-108A | 52          | Разгерметизация блока гашения                                                                                              |
| 15.05.1974   | —                   | Космос-651   | 7291  | 1974-029A | 53          | Отказ датчика давления в ЯЭУ                                                                                               |
| 17.05.1974   |                     | Космос-654   | 7297  | 1974-032A | 54          | Полёт по программе лётных испытаний                                                                                        |
| 02.04.1975   |                     | Космос-723   | 7718  | 1975-024A | 55          | Полёт по программе лётных испытаний                                                                                        |
| 07.04.1975   |                     | Космос-724   | 7727  | 1975-025A | 56          | Разгерметизация блока гашения                                                                                              |
| 12.12.1975   |                     | Космос-785   | 8473  | 1975-116A | 57          | Первый запуск после принятия системы на вооружение                                                                         |
| 17.10.1976   |                     | Космос-860   | 9486  | 1976-103A | 60          | Отказ датчика давления в ЯЭУ                                                                                               |
| 21.10.1976   |                     | Космос-861   | 9494  | 1976-104A | 61          | Штатный полёт |
| 16.09.1977   |                     | Космос-952   | 10358 | 1977-088A | 62          | Штатный полёт |
| 18.09.1977   |                     | Космос-954   | 10361 | 1977-090A | 58          | Неконтролируемый сход КА с орбиты и падение его обломков на территории Канады                                              |
| 29.04.1980   |                     | Космос-1176  | 11788 | 1980-034A | 64          | Лётные испытания ДСРБ |
| 05.03.1981   |                     | Космос-1249  | 12319 | 1981-021A | 65          | Штатный полёт |
| 21.04.1981   |                     | Космос-1266  | 12409 | 1981-037A | 66          | Штатный полёт |
| 24.08.1981   |                     | Космос-1299  | 12783 | 1981-081A | 67          | Штатный полёт |
| 14.05.1982   |                     | Космос-1365  | 13175 | 1982-043A | 68          | Штатный полёт |
| 01.06.1982   |                     | Космос-1372  | 13243 | 1982-052A | 69          | Штатный полёт |
| 30.08.1982   |                     | Космос-1402  | 13441 | 1982-084A | 70          | Неконтролируемый сход КА с орбиты и падение его обломков в южной части Атлантического океана                               |
| 02.10.1982   |                     | Космос-1412  | 13600 | 1982-099A | 71          | Штатный полёт |
| 29.06.1984   |                     | Космос-1579  | 15085 | 1984-070A | 72          | Штатный полёт |
| 31.10.1984   |                     | Космос-1607  | 15378 | 1984-112A | 73          | Штатный полёт |
| 01.08.1985   |                     | Космос-1670  | 15930 | 1985-064A | 75          | Отказ в системе автономного управления ЯЭУ                                                                                 |
| 23.08.1985   |                     | Космос-1677  | 15986 | 1985-075A | 76          | Отказ в системе автономного управления ЯЭУ                                                                                 |
| 21.03.1986   |                     | Космос-1736  | 16647 | 1986-024A | 74          | Штатный полёт |
| 20.08.1986   |                     | Космос-1771  | 16917 | 1986-062A | 77          | Штатный полёт |
| 02.02.1987   |                     | Космос-1818  | 17369 | 1987-011A | Топаз-1     | Испытания экспериментального реактора                                                                                      |
| 18.06.1987   |                     | Космос-1860  | 18122 | 1987-052A | 80          | Штатный полёт |
| 10.07.1987   |                     | Космос-1867  | 18187 | 1987-060A | Топаз-1     | Испытания экспериментального реактора                                                                                      |
| 12.12.1987   |                     | Космос-1900  | 18665 | 1987-101A | 78          | Потеря связи с КА. Срабатывание ДСРБ за несколько дней до возможного входа в земную атмосферу                              |
| 14.03.1988   |                     | Космос-1932  | 18957 | 1988-019A | 79          | На КА была установлена модернизированная ЯЭУ БЭС-5                                                                         |